# Bernadett Bódi
Bernadett Bódi (født d. 9. marts 1986, i Szeged, Ungarn) er en kvindelig ungarsk håndboldspiller som spiller for Győri Audi ETO KC og Ungarns kvindehåndboldlandshold. Hun har tidligere spillet i danske Randers HK, tilbage i 2007 til 2009.
Hun fik debut på det ungarske landshold, den 2. marts 2005 i en landskamp mod Danmark. Hun deltog under Sommer-OL 2008 i Beijing, hvor holdet endte nummer fire, efter at have tabt 20-22 til Rusland i semifinalen, og 28-33 til Sydkorea i bronzekampen.
Hun har i alt deltaget hele fem gange ved EM i 2008, 2010, 2012, 2014, 2016 og fire gange ved VM i 2009, 2013, 2015, 2017.